# 527 (číslo)
Pět set dvacet sedm je přirozené číslo. Následuje po čísle pět set dvacet šest a předchází číslu pět set dvacet osm. Římskými číslicemi se zapisuje DXXVII a řeckými číslicemi φκζ.

## Matematika
527 je:
- Deficientní číslo
- Poloprvočíslo
- Nešťastné číslo

## Astronomie
- (527) Euryanthe je planetka hlavního pásu, kterou objevil v roce 1904 Max Wolf

## Roky
- 527
- 527 př. n. l.